# Cyclogramma omeiensis
Cyclogramma omeiensis är en kärrbräkenväxtart som först beskrevs av Bak., och fick sitt nu gällande namn av Tag. Cyclogramma omeiensis ingår i släktet Cyclogramma och familjen Thelypteridaceae. Inga underarter finns listade.